# Réaction de Bischler-Napieralski
 (avril 2024).
La mise en forme du texte ne suit pas les recommandations de Wikipédia : il faut le « wikifier ».
Les points d'amélioration suivants sont les cas les plus fréquents. Le détail des points à revoir est peut-être précisé sur la page de discussion.
- Les titres sont pré-formatés par le logiciel. Ils ne sont ni en capitales, ni en gras.
- Le texte ne doit pas être écrit en capitales (les noms de famille non plus), ni en gras, ni en italique, ni en « petit »…
- Le gras n'est utilisé que pour surligner le titre de l'article dans l'introduction, une seule fois.
- L'italique est rarement utilisé : mots en langue étrangère, titres d'œuvres, noms de bateaux, etc.
- Les citations ne sont pas en italique mais en corps de texte normal. Elles sont entourées par des guillemets français : « et ».
- Les listes à puces sont à éviter, des paragraphes rédigés étant largement préférés. Les tableaux sont à réserver à la présentation de données structurées (résultats, etc.).
- Les appels de note de bas de page (petits chiffres en exposant, introduits par l'outil «  Source ») sont à placer entre la fin de phrase et le point final[comme ça].
- Les liens internes (vers d'autres articles de Wikipédia) sont à choisir avec parcimonie. Créez des liens vers des articles approfondissant le sujet. Les termes génériques sans rapport avec le sujet sont à éviter, ainsi que les répétitions de liens vers un même terme.
- Les liens externes sont à placer uniquement dans une section « Liens externes », à la fin de l'article. Ces liens sont à choisir avec parcimonie suivant les règles définies. Si un lien sert de source à l'article, son insertion dans le texte est à faire par les notes de bas de page.
- La présentation des références doit suivre les conventions bibliographiques. Il est recommandé d'utiliser les modèles {{Ouvrage}}, {{Chapitre}}, {{Article}}, {{Lien web}} et/ou {{Bibliographie}}. Le mode d'édition visuel peut mettre en forme automatiquement les références.
- Insérer une infobox (cadre d'informations à droite) n'est pas obligatoire pour parachever la mise en page.

Pour une aide détaillée, merci de consulter Aide:Wikification.
Si vous pensez que ces points ont été résolus, vous pouvez retirer ce bandeau et améliorer la mise en forme d'un autre article.
La réaction de Bischler – Napieralski est une réaction de substitution électrophile aromatique  intramoléculaire qui permet la cyclisation des β-aryléthylamides ou β-aryléthylcarbamates. Elle a été découverte pour la première fois en 1893 par August Bischler et Bernard Napieralski (de), en collaboration avec l'Université de Zurich. La réaction est notamment utilisée dans la synthèse des dihydroisoquinoléines, qui peuvent ensuite être oxydées en isoquinoléines.

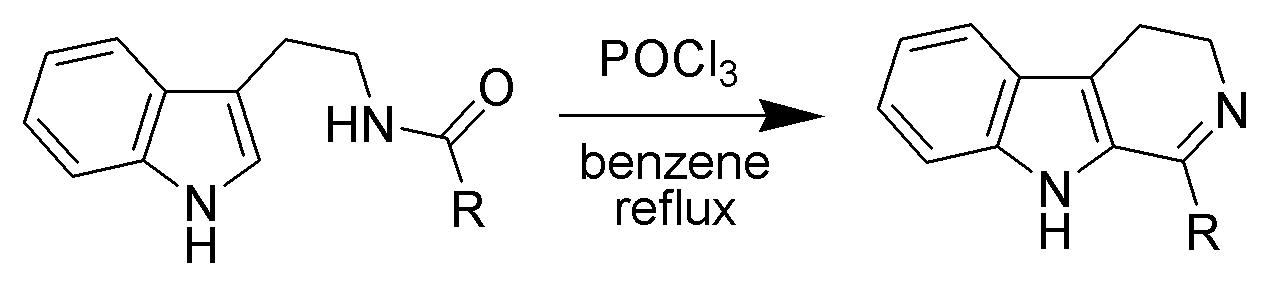
Un schéma général de la réaction de Bischler-Napieralski.

## Mécanismes
Deux types de mécanismes sont apparus dans la littérature pour la réaction de Bischler-Napieralski. Le premier mécanisme  implique un intermédiaire dichlorophosphoryl imine-ester, tandis que le second mécanisme  implique un intermédiaire d'ion nitrilium (tous deux indiqués entre parenthèses). Cette variance mécanistique provient de l'ambiguïté sur le moment de l'élimination de l'oxygène carbonyle dans l'amide de départ.

"Un mécanisme pour la réaction de Bischler-Napieralski impliquant un intermédiaire imine-ester".

Dans le premier mécanisme , l'élimination se produit avec formation d'une imine après cyclisation ; tandis que dans le second mécanisme, l'élimination donne l'intermédiaire nitrilium avant la cyclisation. Actuellement, on pense que les conditions opératoires influencent la prévalence d'un mécanisme par rapport à l'autre (voir conditions de réaction ).

Un mécanisme pour la réaction de Bischler-Napieralski impliquant un intermédiaire nitrilium.

Dans certaines publications, le second mécanisme  est complété par la formation d'un intermédiaire chlorure d'imidoyle produit par la substitution du chlorure au groupe acide de Lewis juste avant l'ion nitrilium. L’azote dihydroisoquinoléique étant basique, une neutralisation est nécessaire pour obtenir le produit déprotoné.

## Réactifs et conditions générales de réaction
La réaction de Bischler – Napieralski est réalisée à reflux dans des conditions acides et nécessite un agent déshydratant. Le chlorure de phosphoryle (POCl 3 ) est largement utilisé et cité à cet effet. De plus, SnCl 4 et BF 3 éthérate ont été utilisés avec des phénéthylamides, tandis que Tf 2 O et de l'acide polyphosphorique (PPA) ont été utilisés avec des phénéthylcarbamates. Pour les réactifs dépourvus de groupes donneurs d'électrons sur le cycle benzénique, le pentoxyde de phosphore (P 2 O 5 ) dans le POCl 3 au reflux est le plus efficace. Selon le réactif déshydratant utilisé, la température de réaction varie de la température ambiante à 100 °C.

## Réactions associées
Plusieurs réactions liées à la réaction de Bischler-Napieralski sont connues. Dans la réaction de Morgan – Walls, le coupleur (linker) entre le cycle aromatique et l'azote du groupe amide est un cycle aromatique ortho -substitué. Ce N -acyl 2-aminobiphényle se cyclise pour former une phénanthridine. La réaction Pictet-Spengler se réalisé à partir d'une β-arylamine via une réaction de condensation avec un aldéhyde. Ces deux composants forment une imine, qui se cyclise ensuite pour former une tétrahydroisoquinoléine.

### Réaction Pictet-Gams
La réaction Pictet – Gams s'effectue via un β-hydroxy-β-phénéthylamide. Elle implique une déshydratation supplémentaire dans les mêmes conditions que la cyclisation, donnant une isoquinoléine,. Comme pour la réaction de Bischler-Napieralski, la réaction de Pictet-Gams nécessite un acide de Lewis fortement déshydratant, tel que le chlorure de phosphoryle ou le pentoxyde de phosphore.</img>

## Effets structurels et produits alternatifs
Il existe des variations documentées de la réaction de Bischler-Napieralski dont les produits diffèrent en raison, soit de la structure du réactif initial soit de l'adaptation des conditions de réaction, soit des deux. Par exemple, les recherches effectuées par Doi et ses collègues suggèrent que la présence ou l'absence de groupes donneurs d'électrons sur la partie aryle des β-aryléthylamides et le ratio des réactifs déshydratants influencent les fermetures de cycle selon une substitution aromatique électrophile, conduisant à deux produits possibles. (voir ci-dessous). D'autres recherches sur les variations de la réaction de Bischler-Napieralski ont étudié les effets des groupes nitro et acétal aryle sur la formation de produits (voir références ).

Un exemple de variation mécanistique et de produit dans la réaction de Bischler-Napieralski. Le traitement du N-[2-(4-méthoxyphényl)-éthyl]-4-méthoxybenzamide avec du POCl _{3} entraîne la formation du produit normal, la 7-méthoxy-1-(4-méthoxyphényl)-3,4-dihydroisoquinoléine. Le traitement exclusivement avec P _{2} O _{5} conduit à un mélange du produit normal et d'un produit inattendu, la 6-méthoxy-1-(4-méthoxyphényl)-3,4-dihydroisoquinoléine. La formation du produit anormal est attribuée à la cyclisation via le carbone ipso sur le cycle phényle pour donner un intermédiaire spiro.

## Voir également
- Réaction de Pomeranz-Fritsch